# Platanistasa
Platanistasa (gr. Πλατανιστάσα) – wieś w Republice Cypryjskiej, w dystrykcie Nikozja. W 2011 roku liczyła 117 mieszkańców.